# شمشال (روستا)
شیمشال (به انگلیسی: Shimshal) یک منطقهٔ مسکونی در پاکستان است که در گلگت-بلتستان واقع شده‌است. شیمشال ۳٬۱۰۰ متر بالاتر از سطح دریا واقع شده‌است. مساحت شیمشال تقریباً ۳۸۰۰ کیلومتر مربع است و دارای ۲۰۰۰ جمعیت و قریب به دویست و چهل خانوار می‌باشد.